# La Fayette-Eblé
La Fayette-Eblé est un quartier d'Angers, situé au sud de la gare Saint-Laud proche du Centre-ville. Il tire son nom de la principale place du quartier, baptisée ainsi en hommage au célèbre marquis de La Fayette. Le quartier La Fayette est un quartier de jeunes cadres dynamiques de la commune d'Angers. C'est un secteur calme et résidentiel composé pour l'essentiel de pavillons, de maison de ville d'un ou deux étages et de petits immeubles ne dépassant pas deux étages pour l'essentiel, c'est le quartier où il y a le moins de retraités. Les 32160 habitants du quartier sont en majorité des jeunes cadres, fonctionnaires ou jeunes employés. Ils sont jeunes, locataires de leur logement (70%) et ont des revenus moyens de 24600 euros par ménage. Le quartier se compose de 0,8 restaurants, cafés et bars tous les 100m et il y a beaucoup de commerçants (4,4 tous les 100m). 

## Services publics
- Caserne militaire du Génie d'Angers-Eblé
- École d'Application du Génie d'Angers (EAG)
- Musée du Génie
- Hôtel de police et le Service Général de l'Administration de la Police Nationale
- Cité administrative de Maine-et-Loire
- Archives départementales de Maine-et-Loire
- Gare d'Angers (située entre le quartier Saint-Laud pour l'entrée et quartier Eblé côté sortie par une passerelle)

## Armée
- École Supérieure et d'Application du Génie d'Angers (ESAG)
- Centre de recrutement de l'Armée de Terre

## Commerces
- La place La Fayette est le cœur commercial du quartier : outre le marché deux fois par semaine (mercredi et samedi), la place accueille une supérette (Carrefour City ), plusieurs banques et assurances, un opticien, une brasserie, un groupement de médecins spécialistes (cabinet de neurologie, dermatologie) et un laboratoire d'analyse sanguine.
- Nombreux commerces le long de la rue de Létanduère (nombreuses boulangeries, pharmacies, pressing, esthétique...)

## Éducation - Formation
Enseignement premier degré
- École maternelle et primaire Condorcet (public)
- École maternelle et primaire Sainte-Bernadette (privé)

Enseignement second degré
- Lycée Général et Technologique Chevrollier (public)
- Lycée professionnel Chevrollier (public)

Formation
- GRETA Angers-Segré

## Équipements sportifs
- Stade de Frémur comprenant : 
  - Un terrain de football en herbe
  - Un terrain de football synthétique
  - Un terrain de football stabilisé
  - Une piste d'athlétisme
  - Deux terrains de basket en béton

## Équipements culturels
- Théâtre Chanzy
- Galerie sonore (Château du Pin)
- Musée du Génie (Ouverture en 2009)
- Nombreuses galeries d'artistes

## Parcs et jardins
- Parc du Pin

## Transports urbains
- Le quartier est desservi par les bus Irigo.
- Depuis 2010, la ligne A du tramway traverse le quartier du nord au sud, par la rue de Létanduère, avec deux stations : Place La Fayette et Boulevard de Strasbourg.